# 金森重近

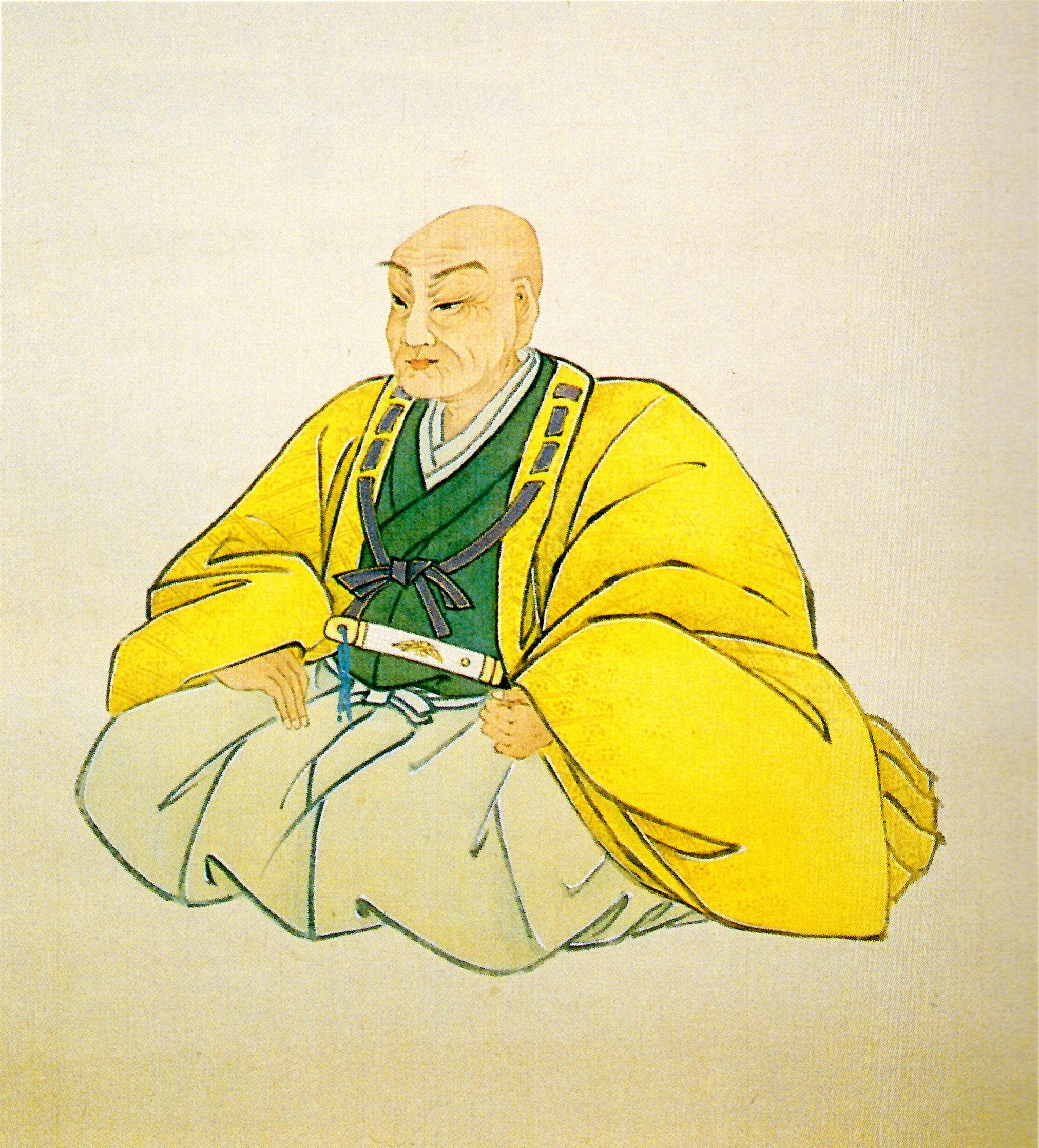
金森宗和

金森 重近（かなもり しげちか、天正12年（1584年） - 明暦2年12月16日（1657年1月30日））は、安土桃山時代から江戸時代前期にかけての武将、茶人。金森可重の長男。宗和（そうわ）の号で知られる。宗和流茶道の祖。子に金森方氏、山下氏政室。

## 生涯
天正12年（1584年）、飛騨高山藩主・金森可重の長男として誕生。弟に金森重頼、金森重勝、酒井重澄。
慶長19年（1614年）、大坂の陣で徳川方につく父の可重らを批判したことで出陣当日に廃嫡されたため、母（遠藤慶隆娘）と供に京都に隠棲した。当初は宇治の茶師の下に滞在していた。この頃、茶の木を刻んで作ったのが、「茶の木人形」の始まりとされる。のち大徳寺で禅を学び、剃髪して「宗和」と号した。
祖父の長近や父の可重らと同じく茶の湯に秀でていたこともあり、公家との交友を深めながら、やがて茶人として活躍をはじめた。近衛信尋や一条昭良、慈胤法親王、鳳林承章や安楽庵策伝、灰屋紹益など、親王や公家から、文化人まで交遊は多岐に渡った。
自ら研鑽して作り上げた茶道は千道安や小堀政一（遠州）、古田重然（織部）の作風を取り入れながらも臨機応変であり、やわらかく優美な茶風は「姫宗和」と呼ばれ、京の公家たちに愛され、後に成立した公家茶道に大きな影響を与えたとされる。江戸幕府3代将軍・徳川家光に招かれたこともある。その系譜は茶道宗和流として今日まで続いている。
著名な陶工の野々村仁清を見出したことでも知られ、また、大工の高橋喜左衛門と塗師の成田三右衛門らに命じて、飛騨春慶塗を生み出したともされている。加賀藩3代藩主前田利常より召し抱えの意があったが、宗和はこれを辞して、子の方氏が寛永2年（1625年）に御馬廻組として出仕した。これより代々、宗和の子孫は金沢にあって加賀藩に仕え、2千石を領し茶道宗和流を継承した。
晩年に至っても積極的に茶の席を催し、明暦2年（1657年）、死去。墓所は京都府京都市北区天寧寺門前町の天寧寺。
千利休の切腹後、利休長男の千道安は金森可重に預けられていたとされ（異説有）、領国の飛騨高山にて蟄居、謹慎を命じられた。この際に可重と共に教えを受けたとも伝えられ、自ら「道安流」を名乗ったともされる。また、教えを受けたのは可重だけであり、宗和は父から教わった、ともされる。これとは別に古田織部の影響も受けているとされている。

## 逸話

### 武芸者
伊予国大洲藩主の加藤泰興は、備中国足守藩主の木下利当に槍術を学び、自ら槍の流派を開いたほどの武芸の達人であった。
この加藤が宗和に、茶会の開催を依頼した。加藤は茶道の心得は無く、さほどの興味もなかったが、名高い宗和の茶道とは一体どれほどのものであるかを体験したく、加えてこの席上に武芸者から観てなんらかの隙があれば、それを指摘をしてやろうとすら意気込んで参加した。当日の宗和の席は加藤にとって僅かの綻びもなく、一切の隙も感じられなかった。帰宅した加藤は、確かに宗和は「名人」であったと語った。これが慈胤法親王の耳に届き、法親王は「そうであろう」と大変喜んだ。後陽成天皇の皇子であった慈胤法親王は宗和から茶の指導を受けていた弟子筋にあたり、法親王らが後に続く公家の茶を確立させていった。

### 柄杓
後陽成天皇の第九皇子で一条家に養子に入り、関白および摂政も務めた一条昭良が宗和に茶を所望した。宗和は茶の用意を始めたが、柄杓を手に取ると少し考え、そのまま立ち上がって次の間に下がってしまった。客が何事かと待っていると、宗和は戻ってきたが、その手に持った柄杓の柄が五分ほど短く切りつめてあり、その柄杓を使って茶の続きが始まった。柄の最初の長さは、宗和の求める用・美と違っていた。

## 書籍
- 谷晃『金森宗和』（宮帯出版社 2013年）
- 東郷隆『洛中の露―金森宗和覚え書』（新潮社 1998年）